# Kungsbacka landsfiskalsdistrikt
Kungsbacka landsfiskalsdistrikt var 1918–1964 ett landsfiskalsdistrikt i Hallands län, bildat när Sveriges indelning i landsfiskalsdistrikt trädde i kraft den 1 januari 1918, enligt beslut den 7 september 1917. Den 1 januari 1965 avskaffades i Sverige samtliga landsfiskaler och landsfiskalsdistrikt, och deras arbetsuppgifter delades upp på de nyskapade indelningarna polisdistrikt, åklagardistrikt och kronofogdedistrikt.
Landsfiskalsdistriktet låg under länsstyrelsen i Hallands län.

## Ingående områden
När Sveriges nya indelning i landsfiskalsdistrikt trädde i kraft den 1 oktober 1941 (enligt kungörelsen den 28 juni 1941) tillfördes kommunerna Fjärås och Hanhals från det upplösta Fjärås landsfiskalsdistrikt. Samtidigt anförde regeringen i kungörelsen att den ville i framtiden besluta om Kungsbacka stads förenande med landsfiskalsdistriktet. Den 1 juli 1944 (enligt beslut den 22 juni 1944) förenades staden i utsökningshänseende, men inte polis- och åklagarhänseende, vilket staden fortsatte att sköta själv. 1 oktober 1949 förenades staden med distriktet även i polis- och åklagarhänseende, och tillhörde då i alla avseenden landsfiskalsdistriktet, samtidigt som stadsfiskalsjänsten i Kungsbacka upphörde. När Sveriges nya indelning i landsfiskalsdistrikt trädde i kraft den 1 januari 1952 (enligt kungörelsen 1 juni 1951) ändrades distriktets indelning dels genom kommunreformen 1952, dels genom överförande av områden till och från närliggande distrikt.

### Från 1918
Fjäre härad:
- Lindome landskommun
- Onsala landskommun
- Släps landskommun
- Tölö landskommun
- Vallda landskommun
- Älvsåkers landskommun

### Från 1 oktober 1941
Fjäre härad:
- Fjärås landskommun
- Hanhals landskommun
- Lindome landskommun
- Onsala landskommun
- Släps landskommun
- Tölö landskommun
- Vallda landskommun
- Älvsåkers landskommun

#### Tillkomna senare
- Kungsbacka stad: Införlivades 1 juli 1944[4] (endast i utsökningshänseende till och med 30 september 1949; från 1 oktober 1949 ingående i distriktet i alla hänseenden)

### Från 1 januari 1952
- Kungsbacka stad
- Lindome landskommun
- Onsala landskommun
- Särö landskommun
- Tölö landskommun